# 首尔地铁9号线9000系电力动车组
首尔地铁9号线9000系电力动车组（：／）是首尔市地铁9号线的一款通勤型电力动车组，在首尔地铁9号线运营。

## 概况
9000系电力动车组是首尔市地铁9号线的列车，是直流用车辆，由现代Rotem负责生产，为韩国标准中型电动列车。列车在2009年7月开始正式使用，目前运行于首尔地铁9号线，配属于金浦车辆基地。列车客室车门为氣動内藏门，每节车厢共4对车门，列车在两端设有紧急出口，均为6辆编组。

## 使用情况
9000系电力动车组，分为45组，共三批。第一批試製車，为901-905，在2007年生产。第一批量產車，為906-924，在2008年生产。第二批為925-936，在2011年生产。第三批為937-945，在2016年生产。此批所有列車，均為六節車。另外，本车第一批和二批編組，由2017年起，陸續擴充至六节車。有關工程，已在2019年完成。

## 编组
|          | 9000 ←開花方向中央報勳醫院方向→ |          |          |          |          |           |
| 車廂編號 | 1                               | 2        | 3        | 4        | 5        | 6         |
| 集電弓   |                                 | ◇◇       |          |          | ◇◇       |           |
| 形式區分 | 95XX (Tc)                       | 94XX (M) | 93XX (T) | 92XX (M) | 91XX (M) | 90XX (Tc) |
| 动力单元 | 单元1                           | 单元1    | 单元1    | 单元2    | 单元2    | 单元2     |
| 其他設備 |                                 |          |          |          |          |           |
| 安裝機器 | SIV,BT                          | VVVF,CP  |          | VVVF     | VVVF,CP  | SIV,BT    |
| 車輛重量 | 34.3t                           | 35.6t    | 35.6t    | 35.6t    | 35.6t    | 34.3t     |
| 載客量   |                                 |          |          |          |          |           |

範例
- VVVF：主控制裝置（VVVF變頻器）
- SIV：靜式變流器
- CP：電動空氣壓縮機
- BT：蓄電池

## 列车当前配属
- 金浦车辆基地：901-945

## 圖片

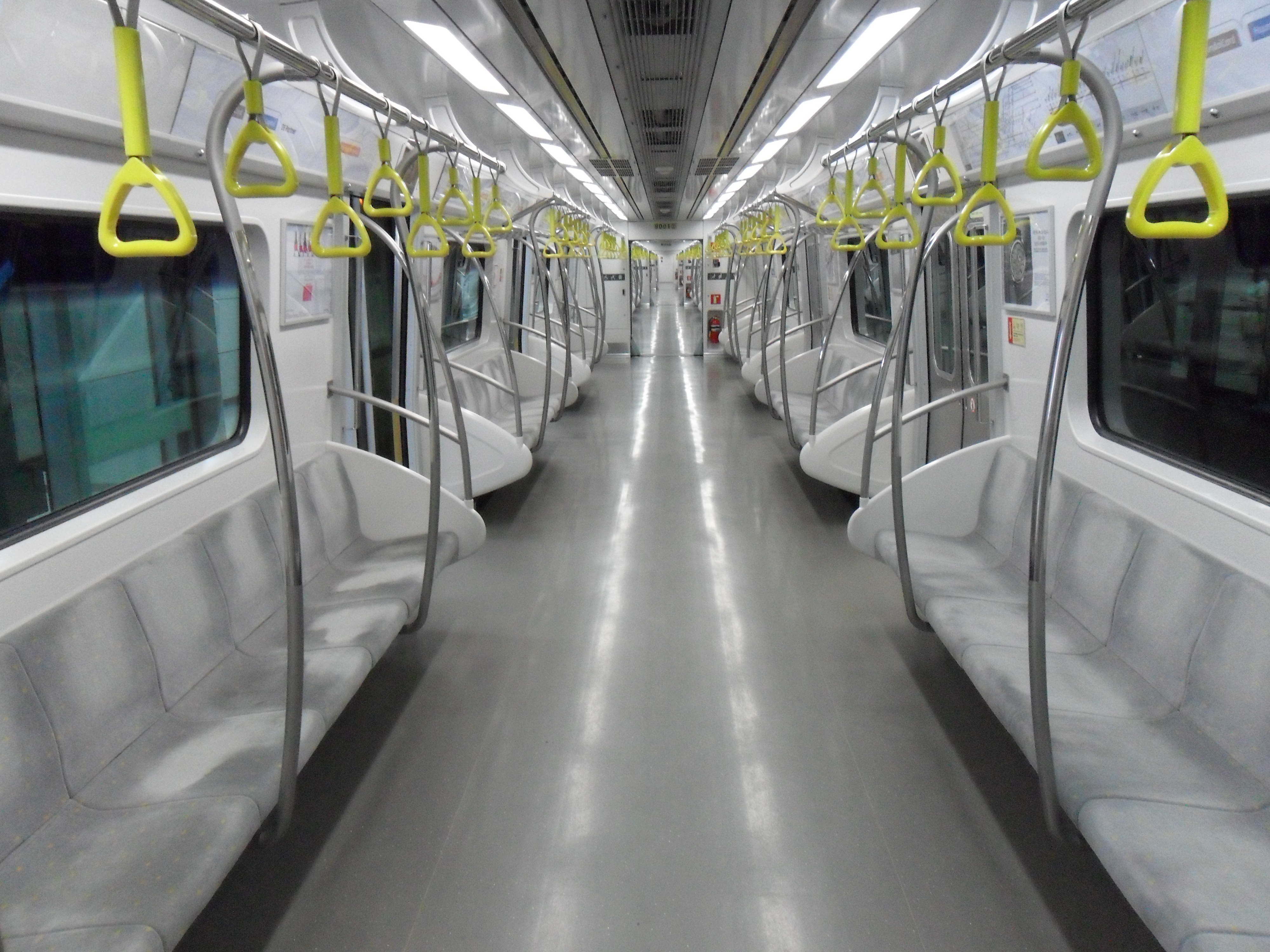
列車內部
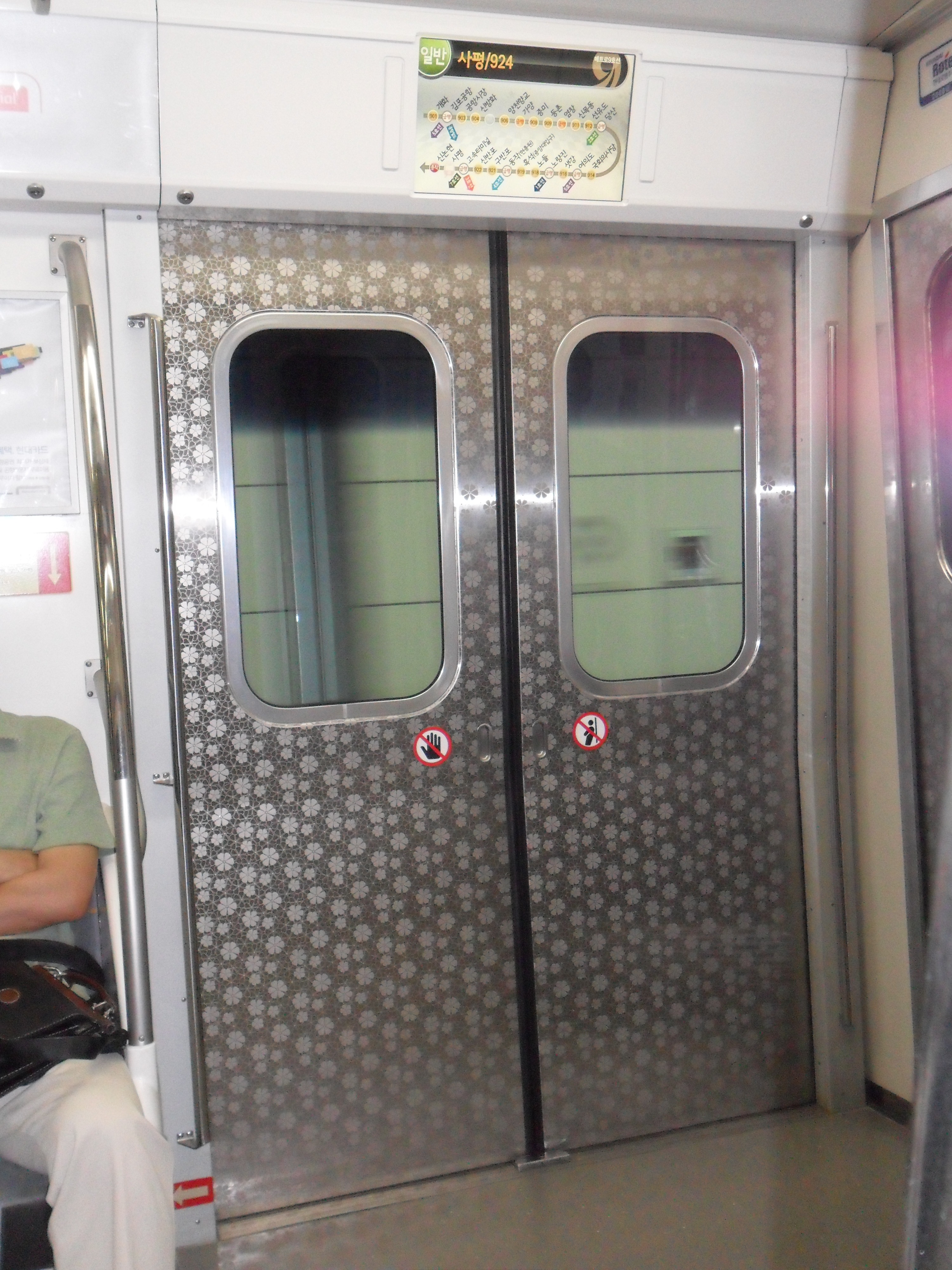
車門
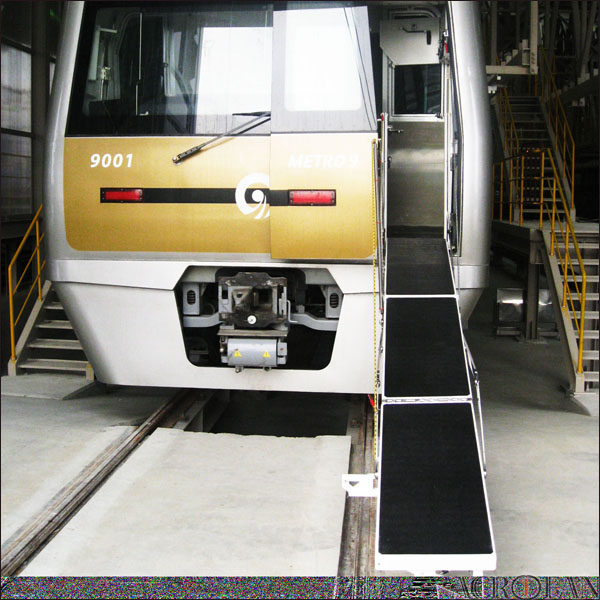
車頭逃生門
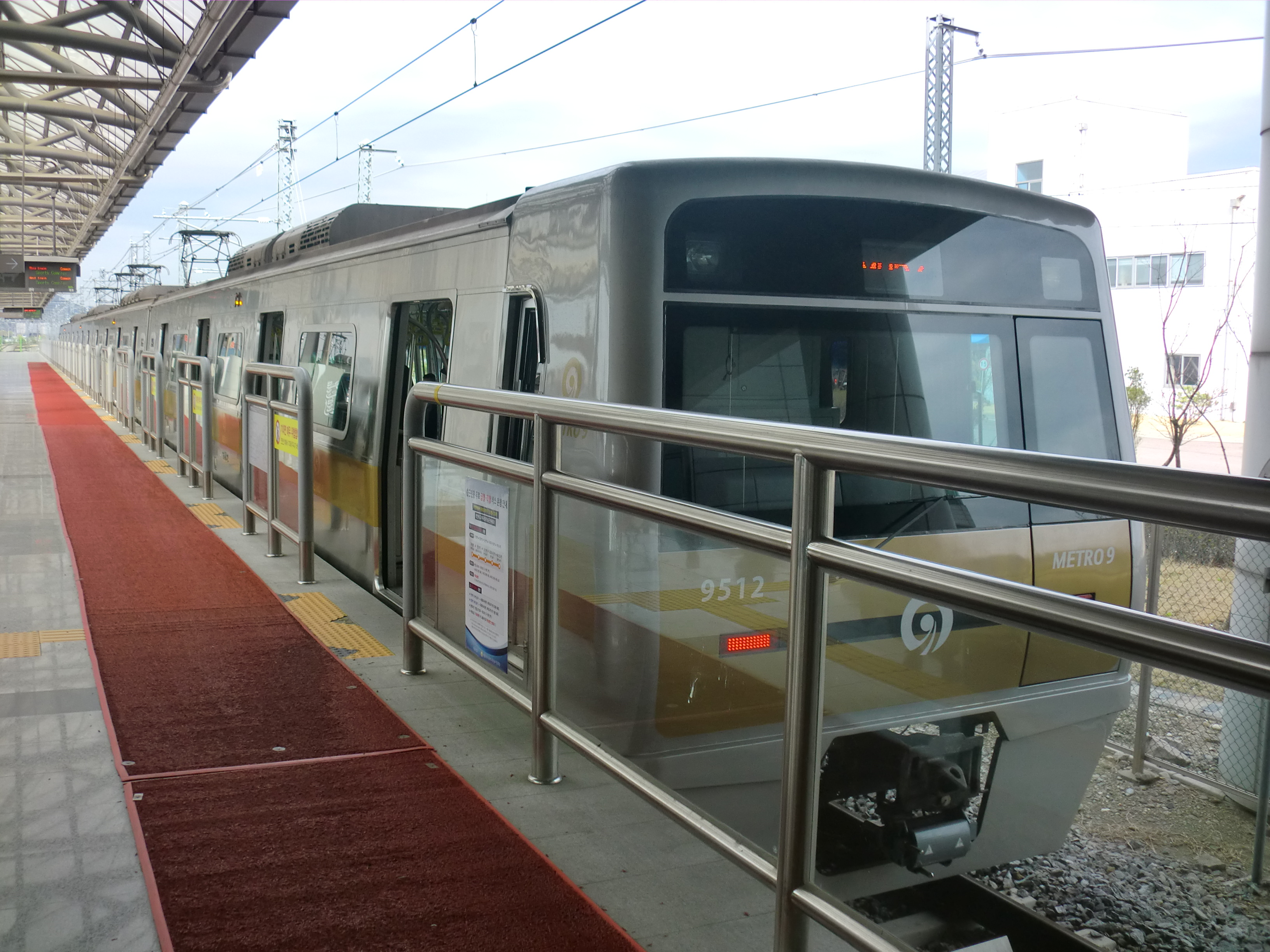
車輛外觀
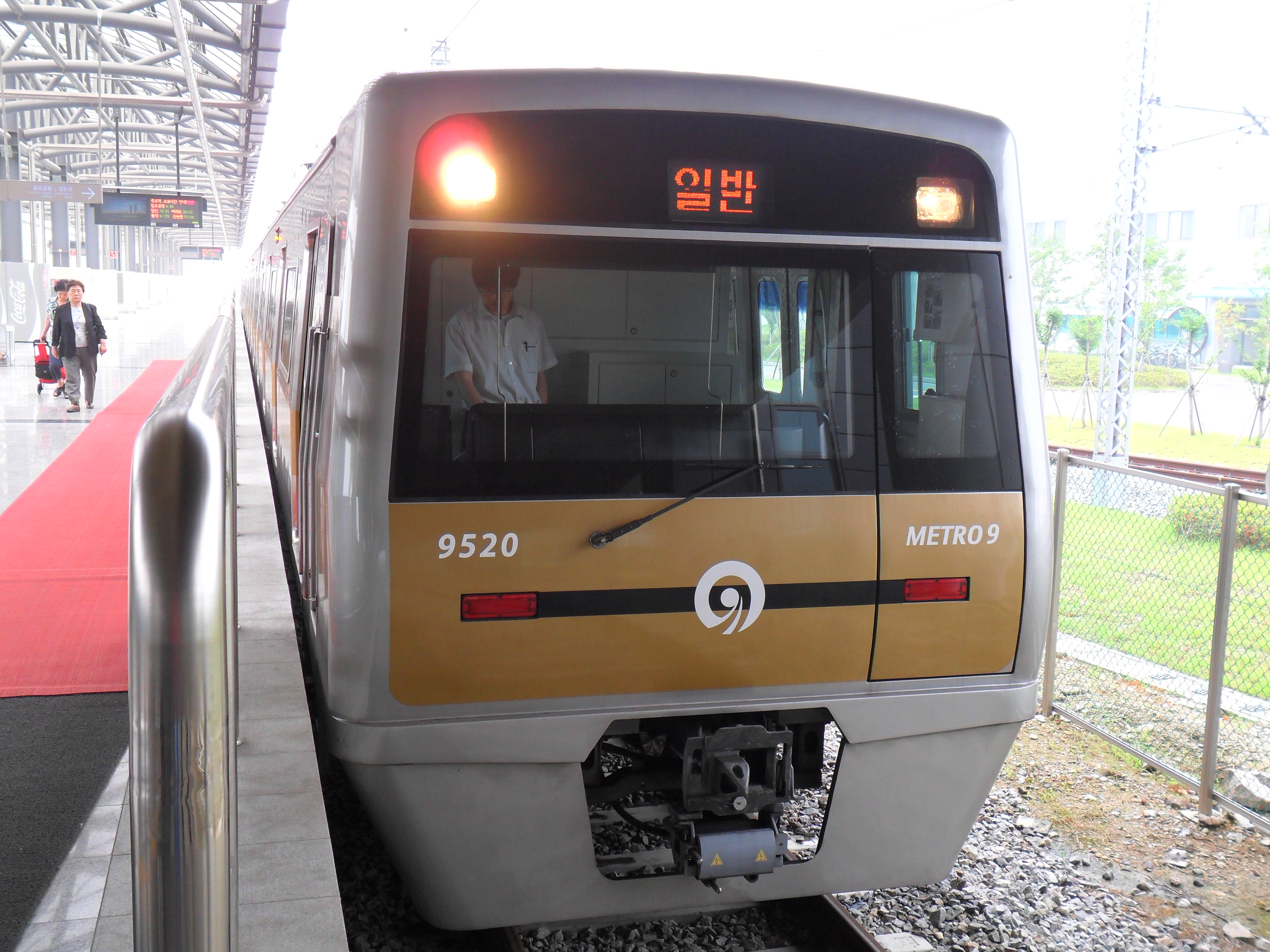
車輛外觀
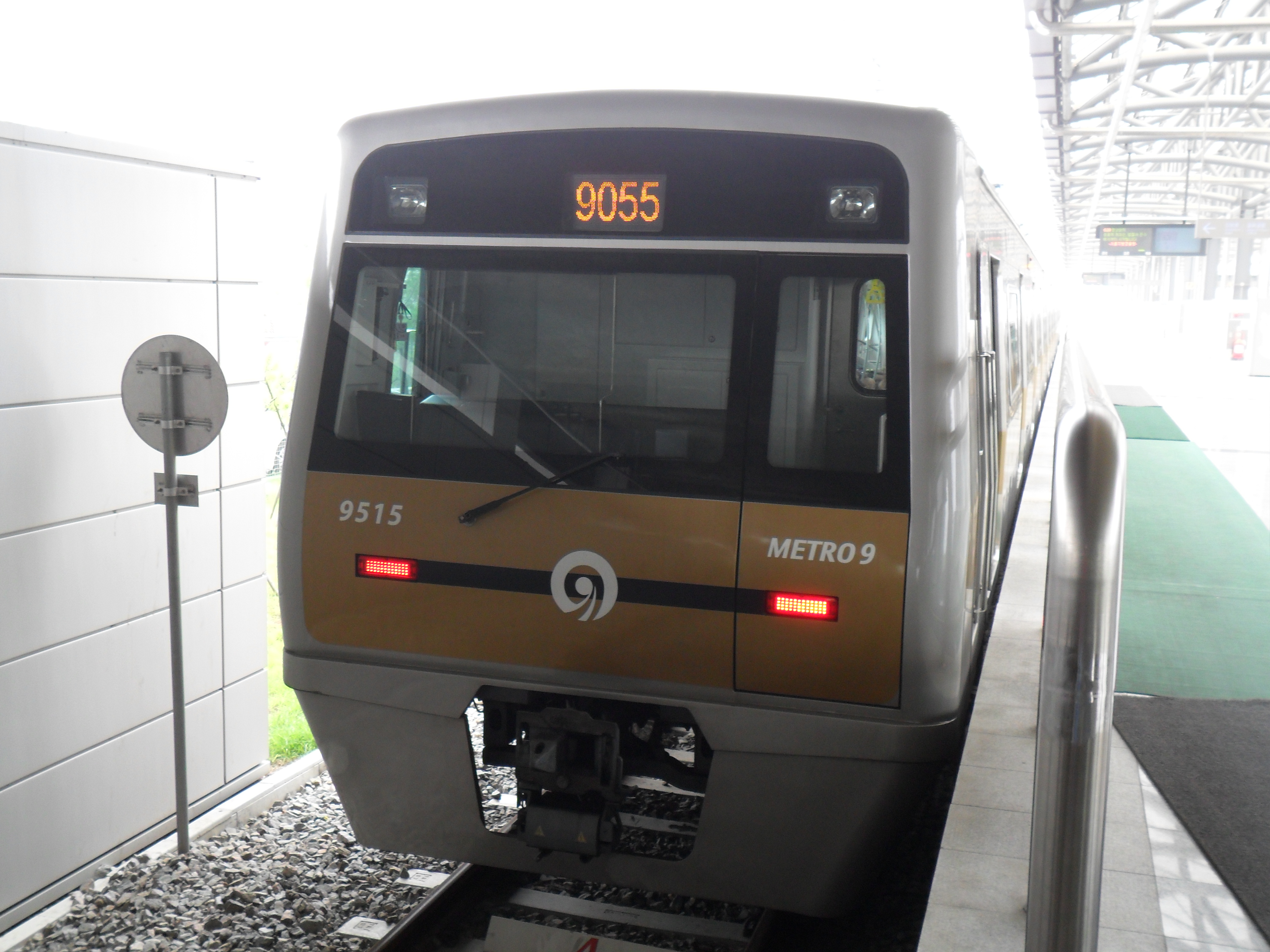
車輛外觀